# Moble (heràldica)
Un moble, en la ciència heràldica, és cadascun dels petits objectes accessoris, normalment geomètrics, que apareixen dins l'escut d'armes.

## Mobles, figures i peces
Els mobles estan emparentats amb les peces i les figures. De fet, sovint es considera que no són més que figures de tipus geomètric, mentre que les figures pròpiament dites fan referència a realitats i objectes del món natural, artificial o fantàstic; alguns d'aquests objectes són definits com a mobles o figures segons els diversos autors o tractats, cas de la rosa, el roc, el mont o la vall. En moltes llengües, moble i figura són, en heràldica, termes sinònims. D'altres, en canvi, consideren el moble una categoria intermèdia entre la peça i la figura.
Es diferencien essencialment de les peces en el sentit que no toquen les vores de l'àrea en què es troben circumscrites (sempre que no es tracti de figures movents, és a dir, que surten d'alguna de les vores). Mentre que les peces segueixen la regla del contrast d'esmalts, segons la qual no es pot sobreposar o juxtaposar metall amb metall o color amb color, els mobles i les figures no, excepte casos ben comptats (com ara el besant i la rodella). Alguns heraldistes consideren els mobles com a peces de categoria inferior.

## Característiques
- Els mobles heràldics no són figures de tipus representatiu sinó simbòlic, per tant sempre es fan estilitzats, de manera convencional; en cas contrari, s'ha d'indicar que es representen al natural.
- Quan es repeteixen, són del mateix color; en cas contrari, cal indicar-ho.
- Poden ser sobremuntats, somats o carregats d'un altre moble.
- Poden estar disposats sobre el camper de l'escut o damunt alguna peça, o bé damunt altres mobles o figures. Quan estan posats sobre una peça, acostumen a seguir l'orientació d'aquesta.
- Es poden utilitzar com a brisures, o marques de diferència, quan s'afegeixen a un escut per distingir les diferents branques d'una família o bé els llinatges bastards.

## Tipus de mobles
Vet aquí una llista no exhaustiva de les diferents menes de mobles; com ja s'ha dit més amunt, en alguns casos un mateix objecte pot ser considerat moble o figura segons la font, especialment els objectes més figuratius (el món, la petxina, el trèvol, la rosa, el mont, la vall, el coll, etc.), o fins i tot moble o peça (cas de les creus i els sautors).
Un dels diversos criteris per classificar-los és, per exemple, atenent al fet de si estan formats per línies rectes o corbes.

### Mobles rectilinis
La bitlletaFigura petita i rectangular, col·locada ordinàriament en pal, si bé es pot posar també ajaçada o decantada en banda o en barra.
La creuetaQualsevol creu petita quan n'hi ha més de tres; de tota manera, tots els diversos tipus de creus abscisses diferents de la formada per la unió d'un pal i una faixa són considerades mobles.
La dentaduraFila de dents d'angles aguts situada a l'interior de la vora superior de l'escut.
L'encaixFormat per dos o més triangles, amb les bases contigües, movents dels flancs o de la punta de l'escut.
L'encastPetita secció obliqua movent d'un dels angles inferiors de l'escut. Si surt d'algun dels angles superiors, s'anomena escotadura.
L'escaireFigura en forma d'escaire que voreja els costats inferiors d'un francquarter, el qual és d'un esmalt igual que el del camper.
L'estrellaHabitualment de metall i de sis puntes, tot i que pot tenir-ne més o menys, i llavors cal indicar-ho.
La fretaComuna en les armories britàniques, està formada per una cotissa i una llista entrecreuant-se amb una malla gran abismada.
El fusFigura en forma de losange, però més estreta i allargada.
L'hamaïdeRepresentació simbòlica d'un rastell, consistent en tres faixes, una damunt l'altra, amb les extremitats abscisses i generalment tallades al biaix.
El lambelMena de travessa abscissa de la qual pengen tres peces triangulars, col·locada al cap de l'escut.
La losangeFigura en forma de rombe. Segons la seva tipologia es pot anomenar malla o ruste.
La mallaLosange buidada.
La potençaFigura en forma de T.
El quadratFigura en forma de quadrat; generalment n'hi ha més d'un. Quan un de sol ocupa gairebé tot el camper, s'anomena gran quadrat.
El rusteLosange perforada de manera circular al mig.
El sautoretFigura en forma de sautor, o creu en forma de X, petit i abscís.
El triangleFigura en forma de triangle equilàter, generalment representat sobre una de les seves bases; si s'aguanta sobre el vèrtex, s'anomena triangle revessat.

Exemples d'escuts municipals catalans amb mobles rectilinis
sembrat de creuetes d'argent a l'escut d'Òdena
una creu patriarcal de sable a l'escut del Port de la Selva
una estrella d'argent de sis puntes a l'escut de Bolvir
dos lambels de gules a l'escut de Prades
losanges de sable a l'escut de Tagamanent
un quadrat de porpra a l'escut de Foradada
un sautoret d'argent a l'escut d'Oliana

### Mobles curvilinis
L'anelletFigura rodona i buida, mena de besant buidat.
El besantFigura rodona i plana, sempre de metall sobre un camper de color. Quan és de color sobre camper de metall, s'anomena «rodella».
La bolaFigura esfèrica que es representa ombrejada per tal de donar-li relleu, amb què es distingeix del besant i la rodella.
El collFigura que representa un coll format per dos monts units per la base, el de la destra més alt que el de la sinistra.
El corRepresentació esquemàtica d'un cor, tal com apareixen als jocs de cartes.
La cua d'erminiCadascuna de les taques negres que imiten la cua d'un ermini, en forma de floc de tres o cinc blens, units a la part de dalt per tres punts.
L'escudetEscut petit que, quan està situat al centre de l'escut i és de mida més gran, s'anomena escussó, i llavors és una peça ordinària.
La flor de lisRepresentació esquemàtica de la flor del lliri amb tres pètals, el central dret i els laterals corbats cap enfora, reunit a la base per una mena d'anella.
La font o deuBesant faixat ondat, ordinàriament d'argent i d'atzur, representant l'aigua corrent.
La gotaFigura en forma de gota o llàgrima, anomenada gota de pega si és de sable, gota de sang si és de gules i gota d'aigua o llàgrima si és d'argent.
El llac o estanyQuadrilòbul faixat ondat, ordinàriament d'argent i d'atzur, que representa un llac.
El llunellQuadrilòbul format per quatre llunetes apuntades disposades en cercle.
La llunetaQuart de lluna que pot ser creixent, minvant, muntant o bolcant, segons si les banyes van dirigides cap a la destra, la sinistra, el cap o la punta.
La merletaMena d'ocellet representat de perfil, sense bec ni potes i amb les ales plegades. A Espanya i la Gran Bretanya es fa servir com a brisura dels quartogènits.
El mónRepresentació del globus imperial, que duien a la mà els emperadors i després van dur els reis, o bé situat sobre la corona dels sobirans, en forma de bola cintrada amb un cercle horitzontal i mig cercle superior vertical, i amb una creu al capdamunt.
El montRepresentació simbòlica d'un mont, movent de la punta o no, normalment d'un sol cim. El mont de penyes o muntanya és format per una mena de piràmide de petits monts sobreposats, que representen roques. El mont floronat té el cim acabat en forma de flor de lis.
La petxinaRepresentació d'una petxina de pelegrí, dibuixada per la part exterior i amb les orelles a dalt.
El quinquefoli i el sextifoliRepresentacions respectives d'una flor de cinc i sis pètals arrodonits i punxeguts, i perforada.
El roc o rocaFigura que representa la torre dels escacs en formes diverses.
La rodellaFigura rodona i plana, sempre de color sobre un camper de metall. Quan és de metall sobre camper de color, s'anomena besant.
La rodeta d'esperóEstrella de sis puntes perforada, en representació dels esperons amb què s'inciten els cavalls.
La rosaRepresentació heràldica d'una rosa, sense tija i normalment amb cinc pètals, cinc sèpals i botó al mig. Quan té tija i fulles s'anomena rosa natural.
El trèvolFulla de tres lòbuls arrodonits i amb tija que vol representar un trèvol.
La vallRepresentació d'una vall que consisteix en una mena de terrassa amb el perfil superior format per dos cims entre els quals s'obre una depressió.

Exemples d'escuts municipals catalans amb mobles curvilinis
un coll d'or a l'escut de Sant Esteve de la Sarga
un cor de gules a l'escut de Corçà
dos escudets d'argent amb dues faixes d'atzur a l'escut de Ciutadilla
una flor de lis d'argent a l'escut de Vallcebre
dues fonts d'argent i d'atzur a l'escut de Fontanilles
un estany d'argent i de sinople a l'escut de Sils
un llunell d'argent a l'escut de Pardines
una lluneta muntant d'argent a l'escut de Senan
un món d'atzur a l'escut de Polinyà
un mont de quatre cims de sinople a l'escut del Montsià
un mont floronat d'or a l'escut de Puigcerdà
un mont de penyes de sinople a l'escut de Meranges
una petxina d'argent a l'escut de Sant Jaume dels Domenys
un sextifoli de sable i d'argent a l'escut de Fígols
sis rocs d'argent a l'escut de Guixers
vuit rodelles de sable a l'escut de Sant Guim de la Plana
una rosa de gules botonada i barbada a l'escut de Vilanova de l'Aguda
tres trèvols de sinople a l'escut de Freginals
una vall de sinople a l'escut d'Esterri d'Àneu